# Österreichisch-Neapolitanischer Krieg
Der Österreichisch-Neapolitanische Krieg war eine militärische Auseinandersetzung zwischen dem Königreich Neapel und Österreich im Jahre 1815. Er begann am 15. März 1815 mit der Kriegserklärung Neapels an Österreich und endete am 20. Mai 1815 mit einem Sieg der Österreicher und der Unterzeichnung des Vertrags von Casalanza.

## Vorgeschichte
Der französische Kaiser Napoleon I. hatte in Europa ein System von Satellitenstaaten geschaffen, zu dem auch das Königreich Neapel gehörte; zunächst hatte hier Napoleons Bruder Joseph Bonaparte regiert. Seit 1808 war Napoleons Schwager, Joachim Murat, König von Neapel. Murat führte eine moderne Staats-, Rechts- und Sozialordnung nach französischem Vorbild ein, allerdings entfremdete er sich zunehmend mit Napoleon, und als sich dessen Niederlage abzeichnete, suchte Murat den Ausgleich mit den Habsburgern. Da Frankreichs Ziel Ferdinand IV. wieder auf den Thron von Neapel zu bringen instruierte Murat Ottavio Mormile Mitte Februar auf dem Wiener Kongress die Anerkennung durch Ludwig XVIII. zu verlangen. Andernfalls drohte er mit Krieg. Außerdem sollte er Österreich um freies Geleit seiner Truppen durch Norditalien an die französische Grenze bitten. Zu seiner Überraschung teilte ihm Metternich jedoch mit, dass falls Neapel den Frieden bedrohen sollte, Österreich 150.000 Soldaten am Po postieren würde. Nach der Flucht Napoleons von Elba befürchtete man in Wien, dass er sich nach Neapel wenden könnte, um seine Armee zu nutzen, um Österreich zu bedrohen und wieder an die Macht zu kommen. Als Murat am 4. März von der Landung Napoleons in Frankreich erfuhr, bot er den Alliierten zunächst seine Dienste an. Am 15. März änderte er seine Meinung jedoch wieder und schloss sich Napoleon an, indem er Österreich den Krieg erklärte. Auch die italienische Bevölkerung war weitgehend habsburgfeindlich eingestellt, da sie von den Habsburgern nur die Restauration der in der napoleonischen Zeit vertriebenen Fürsten beziehungsweise in der Lombardei die direkte Fremdherrschaft durch Österreich zu erwarten hatte.

## Verlauf
Der Plan des Feldzugs wurde von Murat geheim gehalten und seinen Untergebenen erst im Laufe der Zeit mitgeteilt. Die für dieses Unternehmen vorgesehene Armee war auf dem Papier 50.000 Mann stark. In Wirklichkeit aber verfügte sie nur über 35.000 Mann und sechzig Kanonen. Die Armee wurde in zwei Korps unterteilt: die Garde und die Linieninfanterie. Das erste Korps bestand aus zwei Infanterie- und einer aus Kavallerielegion (sechstausend Mann); das zweite Korps besaß vier Legionen, eine Kavallerie und drei Infanterielegionen (29.000 Mann). Die Generäle Pignatelli-Strongoli und Livron befehligten die Legionen der Garde, die Generäle Carrascosa, D'Ambrosio, Lecchi und Rossetti die der Linie, General Millet den Stab, General Colletta die Pioniere und General Pedrinelli die Artillerie; der König hatte den Oberbefehl. Am 22. März brachen die in zwei Korps formierten Truppen auf; die beiden Garderegimenter auf dem Weg über Rom und die vier anderen Legionen über die Marken. Die Passage durch die Hoheitsgebiete des Papstes Pius VII. wurde wiederholt abgelehnt. Inzwischen rückte das Heer über Frascati, Albano, Tivoli und Foligno vor, und der Papst floh nach Florenz und von dort nach Genua. Ein Dekret von Murat gliederte die Provinzen der Marken sowie die Bezirke von Urbino, Pesaro und Gubbio seinem Königreich ein und erweiterte so seine Grenzen vom Tronto bis zur Foglia.

In einem weiteren Dekret nannte Murat die Treulosigkeit der österreichischen Regierung als Kriegsgrund und die Unabhängigkeit Italiens als Ziel. Während diese Edikte in ganz Italien verbreitet wurden, griff die Legion von General Carrascosa, die die Vorhut des Heeres bildete, Cesena an, wo 2.500 Österreicher stationiert waren. Nach kurzer Gegenwehr zogen sich die Österreicher geordnet nach Forlì und von dort weiter nach Imola und Bologna zurück. Am 2. April erreichten die Neapolitaner Bologna, die von 9.000 Österreichern unter General Bianchi verteidigt wurde. Die zweite neapolitanische Legion befand sich in Imola, die dritte in Forlì, so dass, wenn Bianchi mit seiner überlegenen Truppenzahl die erste Legion angegriffen hätte, der Sieg wahrscheinlich auf seiner Seite gewesen wäre. Aber entweder auf Grund von Vorsicht oder auf Befehl gab er die Stadt auf, entsandte 3.000 seiner Männer nach Cento und führte 6.000 weitere nach Modena. Am 4. April marschierte die erste Legion in Richtung Modena, die zweite in Richtung Cento und die dritte erreichte Bologna. Die erste stieß bei Anzola auf die Österreicher und drängte sie hinter die Samoggia und von dort hinter den Panaro zurück.

Ebenfalls am 4. April und den beiden folgenden Tagen belagerte die zweite neapolitanische Legion Ferrara während die dritte Legion in Cento und San Giovanni eindrang und die erste Legion ohne Widerstand Carpi Reggio, und das ganze Land zwischen dem Panaro und der Secchia besetzte. Am 7. Bzw. 8. April wurde Murat von den Österreichern bei Occhiobello geschlagen und war gezwungen, sich nach Bologna zurückzuziehen. Hier erfuhr er, was aus den beiden Legionen der Garde geworden war, die unter den Generälen Pignatelli-Strongoli und Livron in die Toskana entsandt worden waren. Als die Neapolitaner am 8. April in Florenz einmarschierten, flüchtete Großherzog Ferdinand nach Pisa, während General Nugent mit dreitausend Soldaten nach Pistoia zurückzog. Nachdem die Neapolitaner einen weiteren Tag in Florenz verloren hatten, zogen sie am 9. April in Richtung Pistoia weiter. Dort wurden sie durch Falschmeldungen von österreichischen Entsatztruppen zum Rückzug nach Florenz veranlasst.

Wenige Tage zuvor hatte Murat, eine Depesche von Lord William Bentinck erhalten, in der ihm mitgeteilt wurde: „Dass er in Anbetracht der Bedingungen der europäischen Konföderation und des Krieges, den der König ohne Grund und ohne Provokation gegen Österreich begonnen habe, dass er, da er den Waffenstillstand zwischen Neapel und England für gebrochen halte, Österreich mit allen seinen Kräften zu Lande und zur See unterstützen werde.“ Diese Drohungen waren für Murat angesichts des Zustands seines Landes und den Kriegsvorbereitungen des Königs von Sizilien umso beunruhigender. Die Hoffnung auf eine Revolution in Italien hatte sich ebenfalls zerschlagen; die Edikte und Reden des Königs hatten lediglich Versprechungen, Beifall und Volksreden hervorgebracht. Die Zuversicht, dass sich die italienischen Armeen Murat anschließen würden, war mit dem Anschluss mehrerer italienischer Regimenter an die Österreicher dahin.

Die Neapolitaner waren nun an allen Fronten gestoppt, an der rechten Flanke durch General Mohr, im Zentrum durch General Frimont und an der linken Flanke durch General Nugent. Der Oberbefehlshaber General Frimont entschied sich nun, in die Offensive zu gehen, da er wusste, dass die Zitadelle von Ferrara nicht sehr lange der Belagerung widerstehen konnte. Außerdem waren nun auch zwei zusätzliche Korps unter General Bianchi und General Neipperg eingetroffen und zum Angriff bereit. Das Korps Bianchi griff über Carpi an und zwang die Neapolitaner zum Rückzug und zur Räumung von Modena und Reggio. Die Truppen von Mohr und Neipperg stießen aus dem Brückenkopf von Occhiobello vor und trieben auch dort die Neapolitaner zurück. Nur der Vorstoß von Frimonts Truppen, am 13. April einen Übergang über den Panaro zu erkämpfen, schlug zunächst fehl. Da Murat durch die anderen österreichischen Vorstöße jedoch eine Einkreisung fürchten musste, zog er sich schließlich auch dort zurück und räumte am 16. April auch Bologna, verfolgt von den Österreichern.
Die beiden neapolitanischen Divisionen an der linken Flanke zogen sich nun zurück, ohne sich einem größeren Gefecht gestellt zu haben. Bereits am 15. April konnten die österreichischen Truppen wieder Florenz einnehmen. General Frimont ließ nun das Korps Bianchi nach Florenz abdrehen, um es von dort Richtung Foligno marschieren zu lassen und so Murat und die Neapolitaner an der rechten Flanke von ihrem Rückzugsweg nach Neapel abzuschneiden, während das Korps Neipperg den Neapolitanern entlang der adriatischen Küste in Richtung Ancona folgte.
Das Korps Bianchi erreichte am 20. April Arezzo, am 23. April Perugia und am 29. April Foligno, womit es ihm gelang, den Rückzugsweg des Gegners nach Neapel zu unterbrechen. Murat entschied sich daraufhin zum Angriff auf das Korps Bianchi. Er ließ eine kleinere Streitmacht unter General Carrascosa zurück, um das Korps Neipperg hinzuhalten, und marschierte auf der Straße Richtung Tolentino, wo es am 2. und 3. Mai zur entscheidenden Schlacht kam. Murat musste die Schlacht nach hohen Verlusten abbrechen, da es ihm nicht gelang, das Korps Bianchi aus seinen Verteidigungsstellungen zu vertreiben. Zudem hatte das Korps Neipperg am 1. Mai in der Schlacht von Scapezzano die Neapolitaner unter Carrascosa besiegt und drohte Murat nun in den Rücken zu fallen.
Die Österreicher rückten nun auf allen Fronten vor und eroberten kurz hintereinander L’Aquila, Benedetto und Spoleto. Das Korps Nugent hatte in der Zwischenzeit am 30. April Rom zurückerobert und marschierte weiter in Richtung Neapel. Bei San Germano kam es dann vom 15. Mai bis zum 17. Mai 1815 zur letzten Schlacht des Krieges, als Murat mit einem letzten Aufgebot von ca. 15.000 Männern sich dem Korps Nugent stellte und besiegt wurde. Murat floh daraufhin als dänischer Seemann verkleidet nach Korsika; der Oberkommandierende der Neapolitaner, General Carrascosa, suchte um Frieden an.
Am 20. Mai wurde der Vertrag von Casalanza unterzeichnet, worin das Königreich beider Sizilien errichtet und Ferdinand I. von den Bourbonen als König eingesetzt wurde. Joachim Murat sammelte auf Korsika ein paar Anhänger und landete im Oktober in Kalabrien, um seine Herrschaft wiederherzustellen. Dabei wurde er jedoch verhaftet und am 13. Oktober 1815 in Pizzo standrechtlich erschossen.

## Nachwirkungen
Die Unzufriedenheit der Bevölkerung des Königreiches hielt allerdings an, da Ferdinand im Rahmen der Restauration das absolutistische System wieder einführte. 1820 kam es zu heftigen Unruhen, in deren Folge sich Ferdinand gezwungen sah, eine Verfassung nach dem Vorbild der spanischen Verfassung von Cadiz zu bewilligen und einen Eid auf sie abzulegen. Allerdings setzte er alles daran, diese Zugeständnisse rückgängig zu machen, sodass er 1821 nach Österreich reiste und dort auf dem Kongress von Laibach das Eingreifen der Habsburger durchsetzte; Metternich sah in der Intervention eine rechtmäßige Aktion im Rahmen der „Heiligen Allianz“ zur Niederschlagung liberaler Ideen in Europa, wie sie Frankreich kurz darauf auch gegen die Liberalen in Spanien durchführen sollte. Wie bereits 1815 hatten die Neapolitaner auch diesmal der Übermacht der Österreicher wenig entgegenzusetzen. Die Erhebung brach schnell zusammen, ihre Anführer, meist Offiziere des neapolitanischen Heeres, wurden in Prozessen zu Festungshaft verurteilt oder mussten emigrieren. Das Eingreifen der Österreicher hinterließ in Italien erhebliche Verbitterung, die im Rahmen des Risorgimento erneut zum Ausbruch kam und einen wichtigen Impuls zur italienischen Einigung lieferte.